# Citolisina
Citolisina refere-se à substância ou anticorpo elaborado por microorganismos, plantas ou animais, que é especificamente tóxica a células individuais, em muitos casos causando a sua dissolução através de lise. As citolisinas que possuem uma acção específica para determinadas células sua nomeada de acordo. Por exemplo, as citolisinas responsáveis pela destruição de eritrócitos, como tal libertando hemoglobinas, são chamadas hemolisinas. As citolisinas podem estar envolvidas na imunidade assim como em venenos.
A hemolisina é também usada por certas bactérias, como a Listeria monocytogenes, para romper a membrana do fagossoma e escapar para o citoplasma da célula.